# Theodorus Frederik van Capellen
Pour les articles homonymes, voir Van der Capellen.
Theodorus Frederik van Capellen (né le 6 septembre 1762, décédé le 15 avril 1824) est un officier de la marine néerlandaise.

## Biographie
Il rejoint la marine néerlandaise en 1771, au cours de la quatrième guerre anglo-néerlandaise, où il se distingue, ce qui lui permet de devenir capitaine en 1783. À la suite de la Révolution batave en 1795, qui marque la disparition des Provinces-Unies au profit de la République batave, il quitte la marine aux côtés de nombreux officiers orangistes fidèles à Guillaume V. Il reçoit cependant l'autorisation de s'engager de nouveau avec la marine de la nouvelle marine de la république en 1798.
En 1799, il est approché (en compagnie de Aegidius van Braam, capitaine du Leyden) par des agents orangistes dans le but d'organiser une mutinerie au sein d'une escadre néerlandaise basée à Texel, et placée sous le commandement du contre-amiral Samuel Story. Cette mutinerie devait se produire dans la continuité de la bataille de Callantsoog qui marque le début de l'invasion anglo-russe de la Hollande. Bien que la contribution des deux hommes à la fomentation de la mutinerie soit incertaine, les deux officiers jouent un rôle important dans l'épisode qui prend le nom de « capitulation de Vlieter ». Van Capellen est ainsi envoyé par Story en tant que parlementaire auprès des troupes britanniques commandées par l'amiral Mitchell afin de requérir un cessez-le-feu le 30 août 1799. Il joue également un rôle majeur dans le conseil de guerre qui se tient à bord du navire amiral et au cours duquel Story est persuadé de rendre son escadre aux navires anglais dans combattre.
Van Capellen est par la suite constitué prisonnier de guerre en compagnie des autres officiers et membres d'équipage de l'escadre batave, jusqu'à la paix d'Amiens en 1802. Cependant, les officiers ne retournent pas en Hollande, et sont condamnés par une cour martiale néerlandaise en 1804, accusés de désertion, refus de devoir et déloyauté. Ils sont également accusés de parjure (pour ne pas avoir respecté leur serment de loyauté). En conséquence, ils sont bannis à vie de la Hollande, sous peine de mort.
Van Capellen retrouve cependant son statut de vice-amiral lors de la restauration en 1814.